# Catrine Godin
Catrine Godin, née en 1965, est une écrivaine, rédactrice, artiste visuelle et poétesse québécoise.

## Biographie
Née à Québec en 1965, Catrine Godin part s'installer à Montréal en 1989. 
Elle fait partie du comité de rédaction de la revue papier et numérique Femmes de parole fondée par Nancy R. Lange, publiée par Les éditions Femmes de parole et les Éditions du Cygne,. Elle est également rédatrice pour la revue poétique Les Tat de mots. Parallèlement à ses activités professionnelles, elle alimente le blogue Trajectoires vers l'incertain.
En 2021, afin de rendre hommage aux femmes tuées par un proche durant la pandémie, elle s'associe à d'autres écrivaines et poétesses, dont Stéphane Despatie, Corinne Chevarier,  pour créer le dossier de poèmes « Elles ont toujours un nom » dans la revue Femmes de parole. Un an plus tard, dans le cadre de la Journée internationale des Droits de la femme, une lecture des poèmes est mise en ligne par les Bibliothèques de Laval. 
Elle publie deux recueils de poésie aux Éditions du Noroît : Les ailes closes, en 2006, ainsi que Les chairs étranges, suivi de Bleu soudain en 2012. Son recueil Les chairs étranges fait l'objet d'une lecture au Centre de recherche interuniversitaire sur la littérature et la culture québécoises (CRILQ) en 2019.  
En collaboration avec Martine Delvaux, elle publie Les oracles, un projet d'adapatation en livre d'un spectacle qui allie « danse, poésie, création sonore et vidéo autour de thématiques à la fois féministes et intemporelles ». La prestation belgo-québécoise, produite par Rhizome et Transcultures, était présentée à Québec en toutes lettres en 2014. 
Catrine Godin participe également à divers événements, prestations et lectures, notamment au Centre d'exposition de Val-David pour le lancement de la revue Femmes de parole, au Festival de la poésie de Montréal et au Mois de la poésie,. 

## Œuvres

### Poésie
- Les ailes closes, Montréal, Éditions du Noroît, coll. « Initiale », 2006, 85 p.  (ISBN 2-89018-580-X).
- Les chairs étranges, suivi de Bleu soudain, Montréal, Éditions du Noroît, 2012, 139 p.  (ISBN 9782890187542).

### Collaboration
- Les oracles, avec Martine Delvaux, Québec, Productions Rhizome, 2016, 119 p.  (ISBN 9782981310873).